# Ґабріель Сундукян
Ґабріе́ль Сундукя́н (11 липня 1825, Тифліс — 29 березня 1912, там же) — вірменський письменник, драматург. Один із засновників реалізму у вірменській літературі.

## Біографія
Народився в Тифлісі у багатій купецькій сім'ї.
- 1846—1850 — навчання на східному відділенні історико-філологічного факультету Петербурзького університету, здобув ступінь кандидата східних мов і призначення на посаду перекладача в канцелярію кавказького намісника
- 1850—1853 — працював перекладачем при канцелярії намісника Кавказу, потім начальником господарського відділу Кавказького управління доріг в Тифлісі.
- 1853—1858 — за передові погляди звільнений зі служби та засланий в м. Дербент
- 1858 — повернувся до Тифлісу

Все життя перебував на державній службі, дослужившись до генеральського чину (дійсний статський радник).

## Творча діяльність
Літературно-суспільну діяльність почав у 1860-і роки.
До виходу Сундукяна на літературну ниву основними авторами театральних п'єс були Карінян, М. Патканян, Пухікян, Е. Тер-Григорян, але їхні п'єси не стали основою зростання і розквіту вірменського театру. Сундукян став одним з організаторів вірменського театру, з яким тісно пов'язана вся його літературна діяльність. І один із зачинателів реалізму у вірменській літературі.
У реалістичних п'єсах показані гострі соціальні конфлікти. Його п'єси ознаменували цілий період в історії вірменської драматургії. Сундукян відображав сучасне йому життя, стверджуючи перемогу реалізму. Він вивів жанр комедії з рамок побутового водевілю і підняв його до рівня соціальних узагальнень. Сундукян показав процес обуржуазнення вірменської громади, загострення соціальних суперечностей. Реалізм і демократизм Сундукяна знайшли яскраве вираження в п'єсі «Пепо», де створений образ героя з народу.
У прозі Сундукяна найбільш значна повість «Варенькін вечір» (1877), «Бесіди Амала» і «Бесіди Адіда», написані в жанрі публіцистичного фейлетону. П'єси Сундукяна перекладені багатьма мовами світу.
Неперевершений майстер художнього слова, будує блискучий, легкий сценічний діалог. Безліч фраз з його п'єс увійшли в життя, стали крилатими виразами.
Драматургія Сундукяна стала школою для багатьох вірменських акторів: Г. Чмшкян, М. Амрікяна, Г. Тер-Давтяна, Вардуі, М. Аваляна, П.  Адамяна, а згодом О. Гулазяна, Асмік, А. Аветисян, Г. Габрієляна і багатьох інших.

## Пам'ять

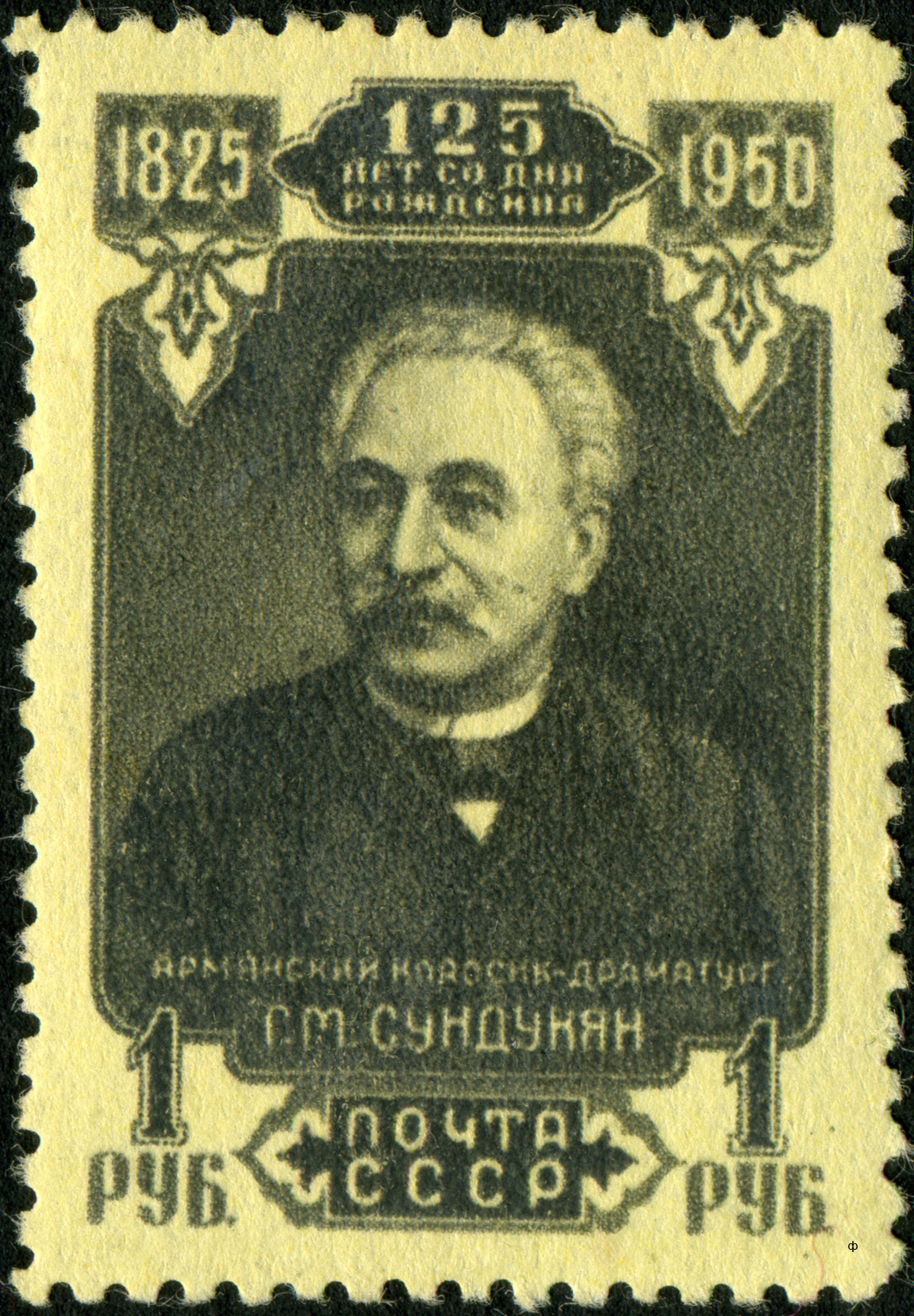
Поштова марка СРСР, 1950 рік

- Похований в Пантеоні Ходжіванка в Тбілісі.
- Ім'я Сундукяна присвоєно Вірменському драматичному театру (Єреван).
- У 1950 році була випущена поштова марка СРСР, присвячена Сундукяну.
- Меморіальна дошка в Тбілісі (вулиця Мачабелі, б. 9)[2]

## Сім'я
П'ятеро дітей. Три доньки — Ніна, Тіна і Катерина. Сини — Микита і Георгій. Нащадки Микити живуть в Росії (Москва) та США.
Донька — Армініна — Сундукян Тіна (Тінатін) Гаврилівна (1887—1970) — актриса і суфлер Малого Театру з 1906 до 1960 рр.

## Твори
- «Нічне чхання — до добра», або «Чхнути на ніч — до добра» (постановка 1863, вид. 1866) — п'єса
- «Переполох», або «Скандал» («Хатабала», 1866, вид. 1 881) — п'єса
- «Оскал Петрович на тому світі» (1866, вид. 1899) — п'єса
- «Інші, або Новий Діоген» (1869, вид. 1907) — п'єса
- «Ще одна жертва» (1870, вид. 1894) — п'єса
- «Пепо» (прем'єра 30 квітня 1871, вид. 1876) — п'єса
- «Розорених вогнище» (1873, вид. 1883) — п'єса
- «Варенькін вечір» (1877) — повість
- «Подружжя» (1888, вид. 1893) — п'єса
- «Банний вузол» (1907) — п'єса
- «Любов і свобода» (1909, вид. 1910) — п'єса
- «Заповіт» (1912) — п'єса
- «Бесіди Амала» (1912) — публіцистичний фейлетон
- «Бесіди Адіда» (1912) — публіцистичний фейлетон
- У російському перекладі:
  - Вибране. (Вступна стаття Арутюняна Сундукяна) (Москва, 1953)
  - «Пепо», Переклад В. втрачає, «Збірник вірменської літератури», під ред. М. Горького, вид. «Парус», Петербург, 1916